# توماس كار (لاعب رماية)
توماس كار (بالإنجليزية: Thomas Carr)‏ هو لاعب رماية أمريكي، ولد في 9 أغسطس 1905 في بوتي في الولايات المتحدة، وتوفي في 19 أغسطس 1955 في مقاطعة إمبيريال في الولايات المتحدة.

## وصلات خارجية
- توماس كار على موقع أوليمبيديا (الإنجليزية)